# Mikromusic (album)
Mikromusic – pierwszy album muzyczny zespołu Mikromusic, został wydany w 2006 r.

## Lista utworów
1. „Oddychaj”
2. „Tam nie ma mnie”
3. „Dobrze jest”
4. „Brak mi już słów”
5. „Nie będę ciebie kochać”
6. „To dzieje się naprawdę”
7. „Każdą chwilę łap”
8. „Moje mieszkanie”
9. „Wigilia”
10. „Motylki”

Album zawiera też teledysk do piosenki „Thank God I’m a Woman”.

## Teledyski
- „Dobrze jest” (reżyseria: Paweł Kamiński, Pior Kamiński)[3]
- „Thank God I'm a Woman” (reżyseria: Łukasz Tunikowski, Wojtek Zieliński)[4]

## Pozycje na listach
| Kraj   | Lista | Pozycja |
| ------ | ----- | ------- |
| Polska | OLiS  | 35      |